# Северное движение сопротивления

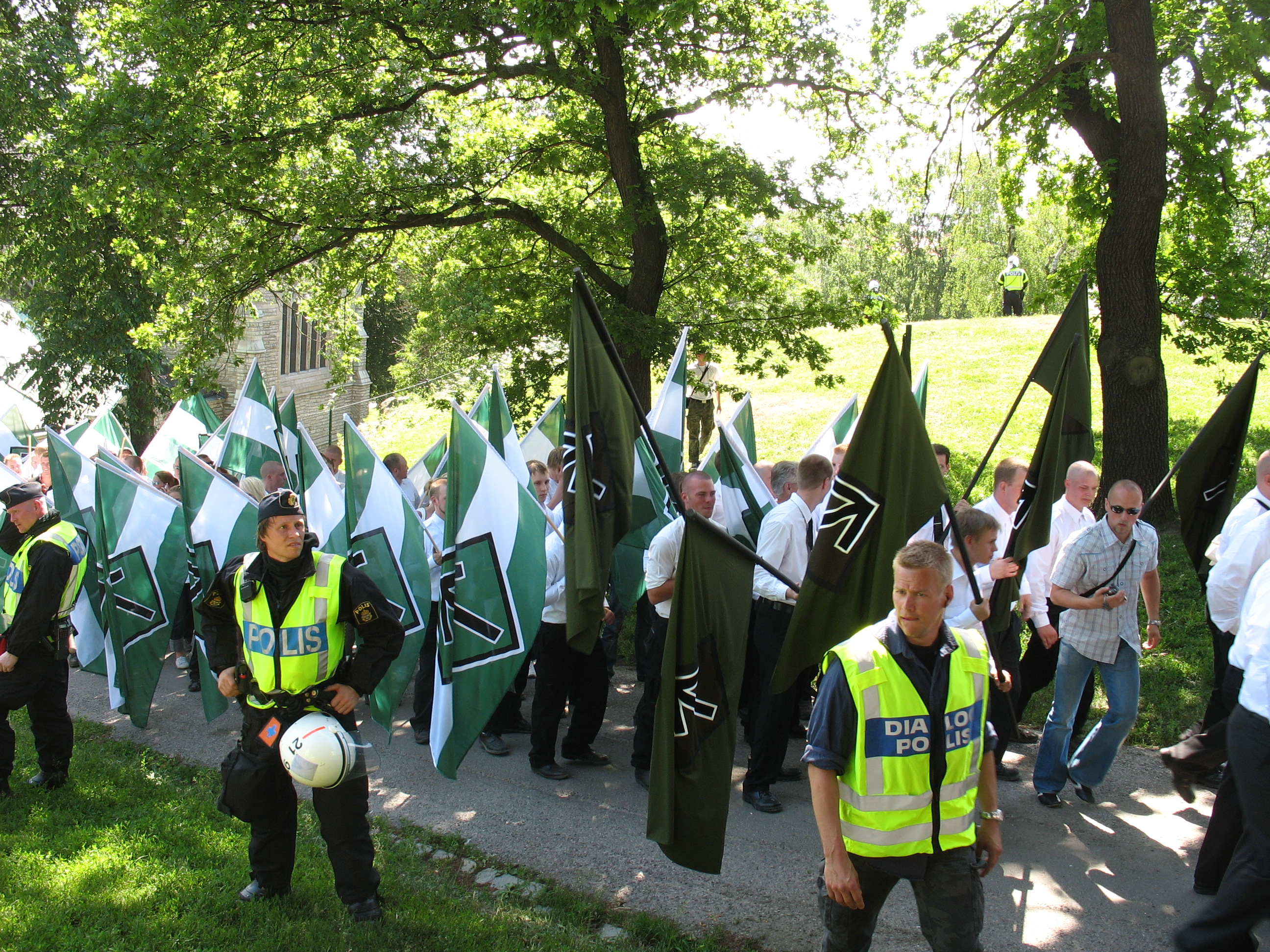
Марш движения сопротивления на национальный день Швеции в 2007 году

Северное движение сопротивления, (швед. Nordiska motståndsrörelsen; NMR, фин. Pohjoismainen vastarintaliike; PVL, норв. Nordiske motstandsbevegelsen; NMB) — североевропейская неонацистская организация и шведская партия, ставящая целью посредством революции создать североевропейскую национал-социалистическую республику, состоящую из Швеции, Финляндии, Норвегии, Дании, Исландии и, возможно, также стран Прибалтики.
На 2020-е годы Северное движение сопротивления представлено в Швеции, Финляндии, Норвегии и Дании.
Организация построена на чёткой иерархии и дисциплине. Основатель организации Клас Лунд известен также тем, что стоял у истоков шведской организации «Белое арийское сопротивление». Начиная с 2015 года, новым лидером организации является Симон Линдберг, он также возглавляет совет правления, в который входят Эмиль Хагберг (международный представитель и координатор руководителей региональных ячеек), Фредрик Вейделанд (политтехнолог и главный редактор онлайн-газеты Nordfront) и Пер Эберг (лидер политической партии, образованной в рамках организации).
В октябре 2014 года было объявлено, что Шведское отделение организации создаст политическую партию. Партия является «парламентским крылом» организации, её лидер — Пер Эберг. О создании партии было заявлено 5 сентября 2015 года.
В 2017 году движение было запрещено в Финляндии, в 2024 году было признано террористическим в США.

## История
В середине 1990-х годов из тюрьмы вышли бывшие члены Белого арийского сопротивления, что и послужило толчком для создания Северного движения сопротивления. В декабре 1997 людьми из организации Nationell Ungdom («Национальная молодёжь»), сотрудниками газеты Folktribunen («Народная трибуна») и бывшими членами Белого арийского сопротивления было создано Шведское движение сопротивления.
В 2003 году объединились шведская и норвежская организация, после чего движение стало более воинственно в своих высказываниях. В 2006 году прекратило существование молодёжное крыло организации Nationell Ungdom (национальная молодёжь). Следом за молодёжным крылом перестала существовать и норвежская организация, но ненадолго, в 2010 году она снова возобновила работу. Финское отделение появилось в 2006—2007 годах, а в 2013 году, позже всех, появилось датское отделение. Таким образом, на 2016 год существовало четыре отделения организации в Швеции, Норвегии, Финляндии и Дании, которые все вместе составляли единое целое — Северное движение сопротивления. В выпуске радио Nordfront от 25 марта 2016 года также говорилось о возможности появления исландского крыла организации. Уже 27 июля того же года, было объявлено о создании исландского отделения организации.
В 2016 году Северное движение сопротивления организовало марш неонацистов в столице Финляндии Хельсинки. Финское отделение Северного движения сопротивления было запрещено окружным судом Пирканмаа. Организаторы мероприятия описали марш 2017 года как организованный независимыми национал-социалистами, на который были приглашены все финские национал-социалистические движения. В 2018 году финская полиция перехватила марш и арестовала лидера запрещенного финского отделения Северного движения сопротивления и трех знаменосцев, которые несли нацистские флаги.
Весной 2019 года организаторы марша объявили о формировании движения «Навстречу Свободе!». Финское Национальное бюро расследований подозревает, что Северное движение сопротивления продолжает свою деятельность под именем «Навстречу Свободе!».
26 февраля 2024 года Симон Линдберг подал в отставку его место занял Фредрик Вейделанд

## Идеология

### Цели и методы
Северное движение сопротивления причисляет себя к национал-социалистическому мировоззрению. Согласно шведской службе государственной безопасности, цель организации — установить тоталитарное правление посредством революции. Организация же сама описывает это немного иначе:

Несмотря на то, что движение сопротивления стремится создать государство с авторитарным правительством, в наших планах также развитие свобод и демократии. Североевропейская национал-социалистическая республика, несомненно, будет государством с сильным лидером, но одновременно и демократией.

Организация открыто заявляет, что для достижения цели потребуется кровопролитная борьба:

Ни один человек не может стать членом движения сопротивления, если тот не готов силой защищать себя, организацию, или своих товарищей… Трусам и терпилам у нас нет места. Никто не избежит своего мужского долга.

### Международные отношения
Северное движение сопротивления поддерживает дружественные отношения с рядом националистических партий Европы. Так, например, в феврале 2012 года член тогда ещё Шведского движения сопротивления, Никлас Фрост, принял участие в марше национального фронта Венгрии. В августе 2013 года члены ШДС приняли участие в тренировках проводимых национальным фронтом Венгрии. В феврале 2015 года члены СДС приняли участие в марше в память о Христо Лукове в Болгарии, проводимом болгарским национальным движением. В марте 2015 года двое членов СДС были приглашены в Петербург на «международный консервативный форум», куда поехали вместо ранее заявленной «партии шведов», из-за чего участие СДС в форуме осталось незамеченным. В сентябре того же года на проводимые СДС «дни Северной Европы» (швед. Nordendagarna) были приглашены члены Русского имперского движения (РИД), после чего ряд проправительственных СМИ обвинили СДС в сотрудничестве с Россией. В июне 2017 года, несколько членов СДС приняли участие в праздновании купалы организованной белорусским отделением организации Greenline Front.

## Организация и активизм

### Организация

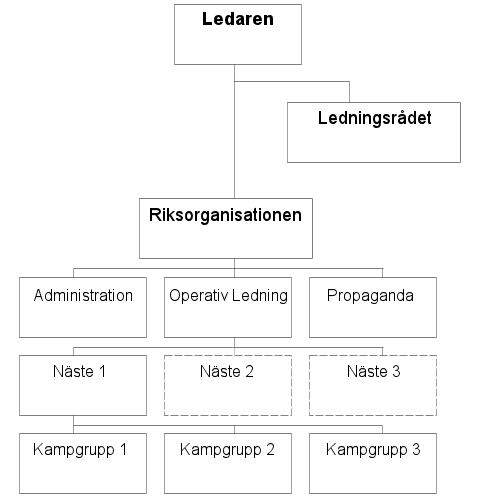
Структура организации до 2016 года

Структура движения сопротивления носит строго иерархический характер. Лидером организации является Симон Линдберг, в его подчинении находится совет правления, состоящий из высокопоставленных членов организации.
Страна поделена на семь региональных отделений, организация называет их «Näste» (швед. гнездо). У каждого регионального отделения есть свой руководитель. Внутри региональных отделений, есть также ячейки (Kampgrupp) у которых в свою очередь есть свой руководитель. Часто руководитель одной из ячеек области, является руководителем и регионального отделения к которому принадлежит ячейка.
- 1-е гнездо (Уппсала лен, Стокгольм лен, Эстергётланд, Вестманланд, Эребру лен, Сёдерманланд)[34]
- 2-е гнездо (Вестра-Гёталанд, Халланд лен)[35]
- 3-е гнездо (Сконе лен, Блекинге лен)[36]
- 4-е гнездо (Емтланд, Вестерноррланд, Евлеборг)[37]
- 5-е гнездо (Даларна, Вермланд)[38]
- 6-е гнездо (Вестерботтен, Норрботтен)[39]
- 7-е гнездо (Йёнчёпинг лен, Крунуберг, Кальмар лен, Готланд)[40]

У движения сопротивления есть широкий спектр разных направленностей, издательство Nationellt motstånd («Национальное сопротивление») издаёт литературу, которая потом продаётся на съездах организации и публичных мероприятиях. Также у организации существует помощь заключённым активистам «Fånghjälpen», издаётся газета Nationellt Motstånd («Национальное сопротивление»), и выкладываются фильмы на Youtube-канал «Motstånds media». Русскоязычные члены организации переводят статьи интернет-газет организации для проекта шведского отделения, которые потом выкладывают в официальную русскоязычную группу Северного движения сопротивления в вконтакте.
Ранее организация также издавала газету Folktribunen (народная трибуна).
Звукозаписывающая компания Nordland в своё время была тесно связана с сопротивлением, и в начале 2000-х даже вошла в её состав.

### Активизм
Движение сопротивления занимается как внутриорганизационной, так и общественной деятельностью. К внутриорганизационной деятельности относится среди прочего: обязательная тренировка боевыми искусствами, деятельность разного рода на природе, идеологическое образование. Общественный активизм же включает в себя регулярные выходы на площади, демонстраций, раздачи листовок, расклейки афишей, наклеек, и установка транспарантов, плакатов и флагов.
Движение сопротивления ведёт свою деятельность открыто, выступает против анонимности в рядах активистов, и призывает открыто заявлять о своих взглядах.
В организации есть разная градация членства, можно быть «stödmedlem» (что-то сродни сочувствующим беспартийным во время коммунистической революции в России), «medlem» (полноправным членом организации) и «aktivist». У разных членов организации разные права и обязанности. Например, активисты обязаны заниматься боевыми искусствами и выполнять определённое количество работы, а члены же освобождаются от активной работы, но им не доступны скидки на продукцию выпускаемую организацией такую как: литература, одежда с символикой организации и т. п. Раз в год активисты проходят тест на физическую силу и выносливость, куда среди прочего, входит и бой против двоих соперников, в котором нужно выстоять минуту, и показать азы владения боевыми искусствами. Если активист проходит тест, он автоматически становится членом организации.

## Издательство «Национальное сопротивление» и онлайн-магазин
При Шведском сопротивлении есть книжное издательство «Национальное сопротивление», которое издаёт литературу, связанную в первую очередь с деятельностью организации.
Основной продавец продукции и литературы у организации — онлайн-магазин Nordfront förlag, который, кроме продукции, связанной с организацией, продаёт также продукцию и других издательств, звукозаписывающих компаний и фирм, так или иначе связанных с тематикой национализма.

## Оценки в Швеции и других странах
По мнению шведской службы государственной безопасности, движение сопротивления — организация, представляющая наибольшую угрозу внутренней безопасности Швеции. По их оценкам, шведское сопротивление является главной организацией в среде белых националистов в Швеции. Организация построена на чёткой иерархии, с явной милитаристской тематикой. Они также говорят о том, что в адрес членов организации не раз применялись дисциплинарные меры в связи с совершёнными ими преступлениями.
2 марта 2017 года полицейское управление Финляндии подало в суд иск о запрете деятельности организации на территории Финляндии. 30 ноября этого же года иск был удовлетворён. Суд заявил, что организация проповедует насилие и агрессию, распространяет риторику ненависти, а деятельность организации нарушает базовые права человека. Движение подало жалобу в верховный суд, однако 28 сентября 2018 года надворный суд Турку отверг жалобу. Также Верховный суд Финляндии оставил в силе решение нижестоящего суда о ликвидации организации.
В июне 2024 года США признали «Северное движение сопротивления» террористической организацией.